# Le Destin fabuleux de Désirée Clary
Pour plus de détails, voir Fiche technique et Distribution.
Le Destin fabuleux de Désirée Clary est un film français réalisé par Sacha Guitry en 1941 et sorti sur les écrans français en 1942.

## Synopsis
Filles d'un bourgeois marseillais, Julie et Désirée Clary sont courtisées par les frères Joseph et Napoléon Bonaparte. Joseph épouse Julie et Napoléon se fiance à Désirée. Quand Napoléon rompt ses fiançailles en épousant Joséphine de Beauharnais, Désirée, éprise de vengeance, convole avec le général Bernadotte.
Dans la deuxième partie du film, le narrateur indique que certains des acteurs changent (notamment, le rôle de Désirée Clary était joué par Geneviève Guitry, puis il est repris par Gaby Morlay). 
Via son mari, Désirée Clary prend le titre de princesse de Pontecorvo, puis celui de reine de Suède.   

## Fiche technique
- Titre : Le Destin fabuleux de Désirée Clary
- Réalisation : Sacha Guitry, avec la collaboration technique de René Le Hénaff
- Scénario, adaptation et dialogues :Sacha Guitry
- Illustrations : Guy Arnoux
- Photographie : Jean Bachelet
- Montage : Andrée Laurent
- Musique : Adolphe Borchard
- Directeur de production : Edouard Harispuru
- Sociétés de production : C.C.F.C. - Compagnie Commerciale Française Cinématographique (Paris)
- Pays de production :  France
- Format : Noir et blanc — 35 mm — 1,37:1 — Son : Mono
- Genre : Comédie dramatique, Film biographique, Film historique
- Durée : 117 minutes
- Date de sortie : France : 4 septembre 1942

## Distribution
- Sacha Guitry : le conteur et Napoléon Ier
- Jean-Louis Barrault : Napoléon Bonaparte
- Aimé Clariond : Joseph Bonaparte
- Jacques Varennes : Jean-Baptiste Bernadotte, le roi Charles XIV de Suède
- Geneviève Guitry : Désirée Clary jeune femme
- Gaby Morlay : Désirée Clary épouse Bernadotte, puis Reine Desideria de Suède
- Carlettina : Désirée Clary enfant
- Lise Delamare : Joséphine de Beauharnais
- Yvette Lebon : Julie Clary
- Camille Fournier : Julie Bonaparte
- Georges Grey : Junot
- Jean Hervé : François-Joseph Talma
- Jeanne Fusier-Gir : Albertine, la servante
- Germaine Laugier : Mme Clary mère
- Pierre Magnier : M. Clary père
- Jean Périer : Talleyrand
- Noël Roquevert : Fouché rôle muet
- Maurice Teynac : Marmont
- Jean Darcante : Duphot
- Jean Davy : Berthier
- Georges Spanelly : Davout
- Georges Tourreil : Cambronne
- Renaud Mary : le docteur Antommarchi
- Maurice Lagrenée : le duc de Richelieu
- Roger Vincent : le roi Charles XIII de Suède
- Gaston Mauger : le roi Louis XVIII de France
- Léon Walther : le comte Mörner
- Paul Œttly : le chambellan-traducteur
- Jean Coquelin : le greffier de la mairie
- Albert Duvaleix : le concierge de la maison commune
- René Fauchois : un conseiller
- Jacques Berthier : un conseiller
- Henry Houry : un conseiller